# Brueelia curuccae
Brueelia curuccae är en insektsart som beskrevs av Bechet 1961. Brueelia curuccae ingår i släktet draklöss, och familjen fjäderlöss. Arten är reproducerande i Sverige.